# 안티키티라섬

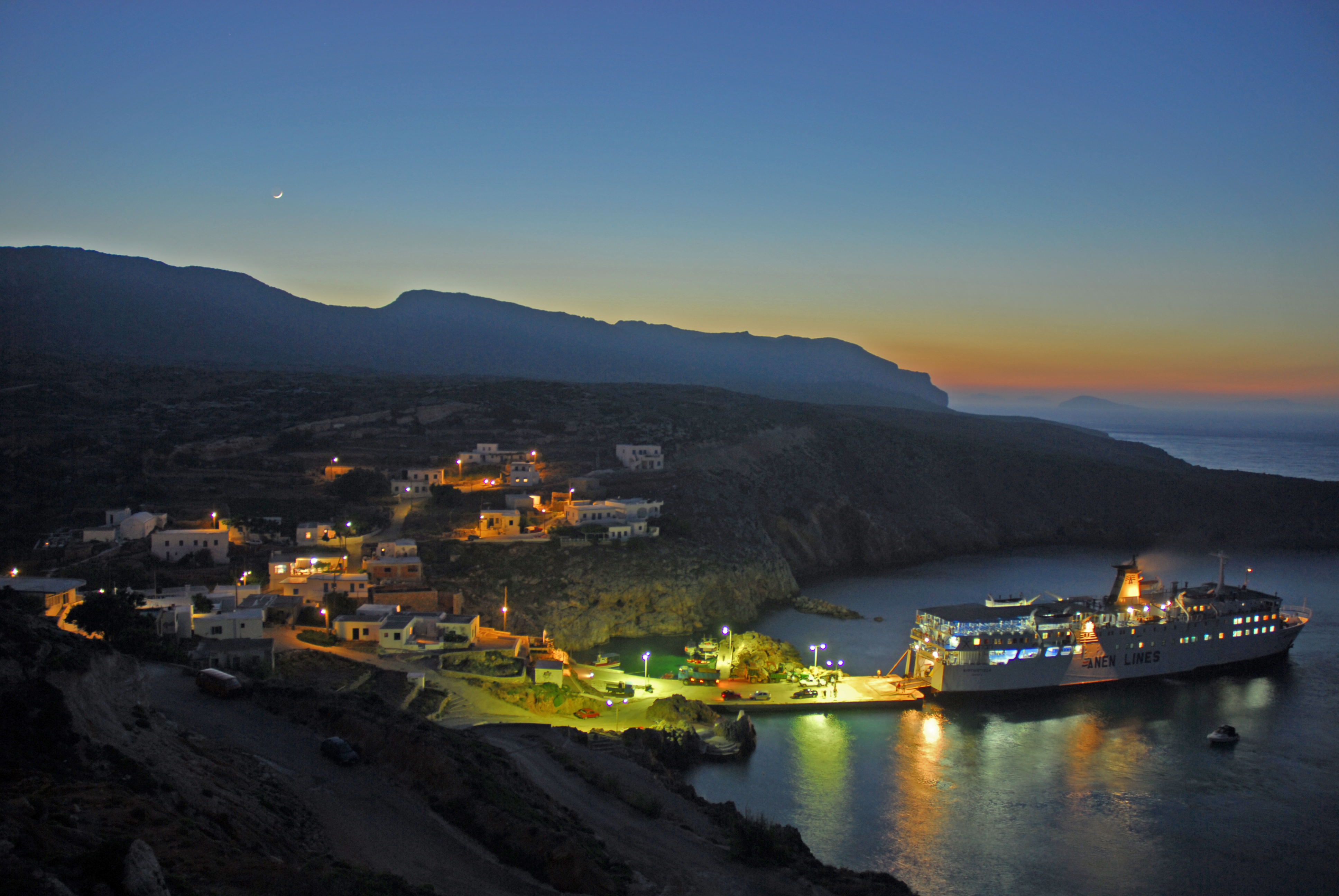

안티키티라 또는 안티키테라는 크레타와 펠로폰네소스 사이의 에게 해 가장자리에 위치한 그리스의 섬이다. 고대에는 이 섬을 아이길리아(Αἰγιλία)로 알려졌다. 2011년 지방 정부 개혁 이후에는 키테라 섬의 자치 단체 일부가 되었다.
안티키테라는 키테라-안티키테라 해협으로도 알려져 있으며, 이를 통해 지중해의 물이 크레타 해로 들어간다.
이 섬의 면적은 20.43㎢이며, 키테라에서 남동쪽으로 38㎞ 떨어져 있다. 이 섬은 아티키 지방에서 아테네 대도시권 중심지로부터 가장 먼 곳이다. 이 섬은 안티키테라 기계의 발견지로 알려져 있으며, 역사적으로는 로마 시대의 안티키테라 난파선으로 유명하다.
이 섬의 주요 정착지이자 항구는 2011년 인구 조사에서 34명이 거주하는 포타모스이다. 다른 유일한 정착지는 15명의 거주자가 있는 갈라니아나와 19명의 거주자가 있는 차르칼리아나이다. 안티키테라는 아블레모나스 해운회사의 페리 'F/B 이오니스'가 피라이아(아테네)와 키사모스-카스텔리(크레타)를 오가는 노선에서 주기적으로 경유한다.

## 같이 보기
- 그리스의 섬 목록